# Bruille-Saint-Amand
Pour les articles homonymes, voir Bruille et Saint-Amand.
Bruille-Saint-Amand, aussi appelée Bruille-Lez-Saint-Amand, est une commune française située dans le département du Nord, en région Hauts-de-France.

## Géographie

### Communes limitrophes
| Château-l'Abbaye     | Flines-lès-Mortagne | Hergnies |
| Nivelle              | Bruille-Saint-Amand |          |
| Saint-Amand-les-Eaux | Raismes             | Odomez   |

### Hydrographie

#### Réseau hydrographique
La commune est située dans le bassin Artois-Picardie. Elle est drainée par l'Escaut canalisée, le Jard, le Courant des balles amont et la seuve, le Courant du Hainaut, le fleuve l'Escaut et divers autres petits cours d'eau,.
L'Escaut est un fleuve européen de 355 km de long, qui traverse trois pays (France, Belgique et Pays-Bas), avant de se jeter en mer du Nord. La partie canalisée en France relie Cambraià , après avoir traversé 34 communes. 
Le Jard, est un cours d'eau évacuant le trop-plein de l'étang de Chabaud-Latour, parallèle à l'Escaut canalisé à partir de Condé-sur-l'Escaut et s'y jetant (r.d.) à la limite entre Flines-lès-Mortagne et Château-l'Abbaye. 

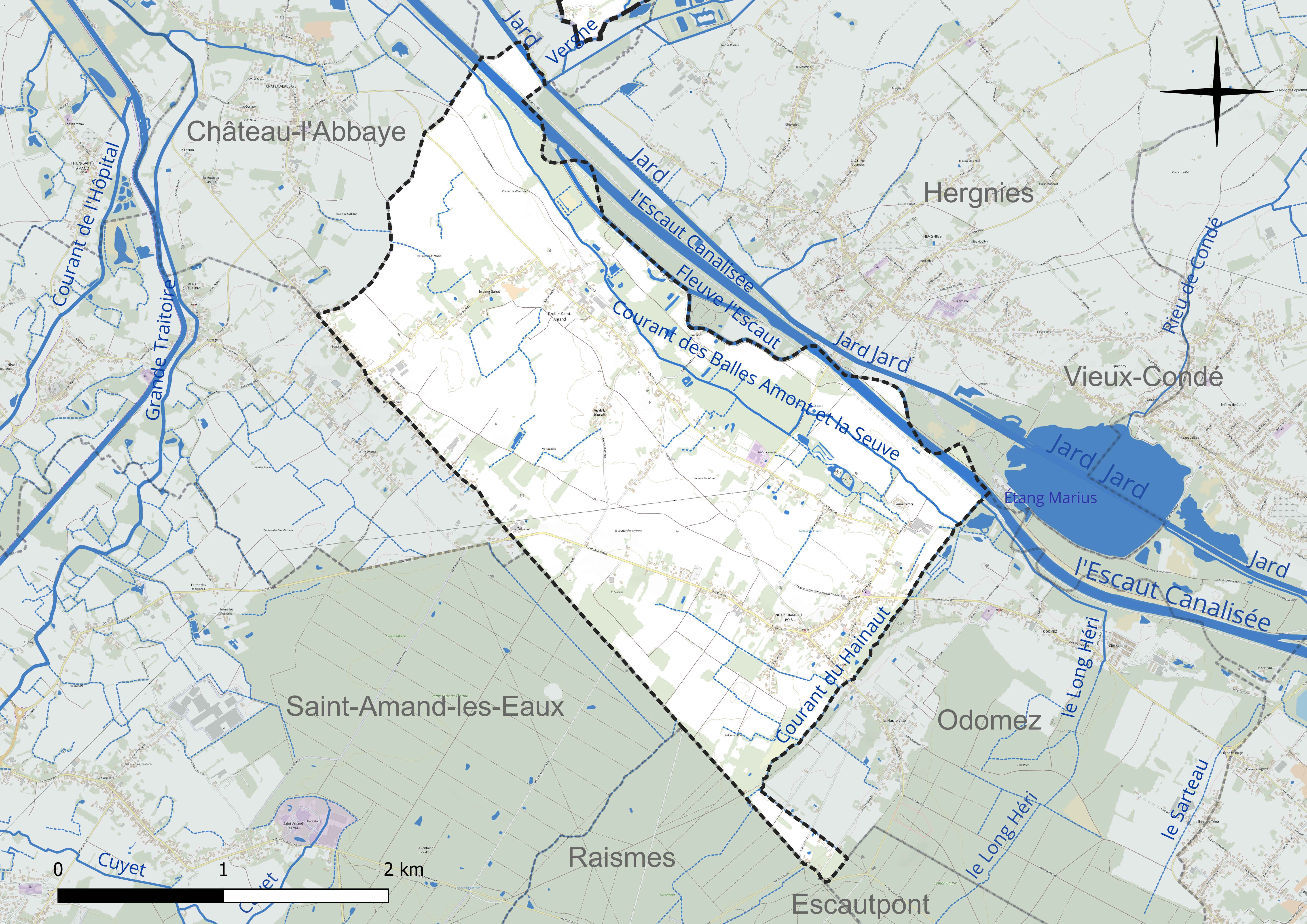
Réseau hydrographique de Bruille-Saint-Amand.

#### Gestion et qualité des eaux
Le territoire communal est couvert par le schéma d'aménagement et de gestion des eaux (SAGE) « Escaut ». Ce document de planification concerne un territoire de 2 005 km2 de superficie, délimité par le bassin versant de l'Escaut. Le périmètre a été arrêté le 9 juin 2006 et le SAGE proprement dit a été approuvé le 13 juillet 2021. La structure porteuse de l'élaboration et de la mise en œuvre est le syndicat mixte Escaut et Affluents (SyMEA). 
La qualité des cours d'eau peut être consultée sur un site dédié géré par les agences de l'eau et l'Agence française pour la biodiversité. 

### Climat
Pour des articles plus généraux, voir Climat des Hauts-de-France et Climat du Nord.
En 2010, le climat de la commune est de type climat océanique dégradé des plaines du Centre et du Nord, selon une étude du CNRS s'appuyant sur une série de données couvrant la période 1971-2000. En 2020, Météo-France publie une typologie des climats de la France métropolitaine dans laquelle la commune est exposée à un climat océanique altéré et est dans la région climatique  Nord-est du bassin Parisien, caractérisée par un ensoleillement médiocre, une pluviométrie moyenne régulièrement répartie au cours de l'année et un hiver froid (3 °C). 
Pour la période 1971-2000, la température annuelle moyenne est de 10,7 °C, avec une amplitude thermique annuelle de 14,8 °C. Le cumul annuel moyen de précipitations est de 726 mm, avec 12,3 jours de précipitations en janvier et 9,4 jours en juillet. Pour la période 1991-2020, la température moyenne annuelle observée sur la station météorologique la plus proche, située sur la commune de Valenciennes à 11 km à vol d'oiseau, est de 11,0 °C et le cumul annuel moyen de précipitations est de 694,1 mm,. Pour l'avenir, les paramètres climatiques de la commune estimés pour 2050 selon différents scénarios d'émission de gaz à effet de serre sont consultables sur un site dédié publié par Météo-France en novembre 2022.

## Urbanisme

### Typologie
Au 1er janvier 2024, Bruille-Saint-Amand est catégorisée commune rurale à habitat dispersé, selon la nouvelle grille communale de densité à sept niveaux définie par l'Insee en 2022.
Elle appartient à l'unité urbaine de Saint-Amand-les-Eaux, une agglomération intra-départementale regroupant 15  communes, dont elle est une commune de la banlieue,,. Par ailleurs la commune fait partie de l'aire d'attraction de Valenciennes (partie française), dont elle est une commune de la couronne,. Cette aire, qui regroupe 102 communes, est catégorisée dans les aires de 200 000 à moins de 700 000 habitants,.

### Occupation des sols
L'occupation des sols de la commune, telle qu'elle ressort de la base de données européenne d'occupation biophysique des sols Corine Land Cover (CLC), est marquée par l'importance des territoires agricoles (70,8 % en 2018), en diminution par rapport à 1990 (80,2 %). La répartition détaillée en 2018 est la suivante : 
terres arables (57,9 %), zones urbanisées (17,5 %), forêts (11,6 %), prairies (9,7 %), zones agricoles hétérogènes (3,2 %). L'évolution de l'occupation des sols de la commune et de ses infrastructures peut être observée sur les différentes représentations cartographiques du territoire : la carte de Cassini (XVIIIe siècle), la carte d'état-major (1820-1866) et les cartes ou photos aériennes de l'IGN pour la période actuelle (1950 à aujourd'hui).

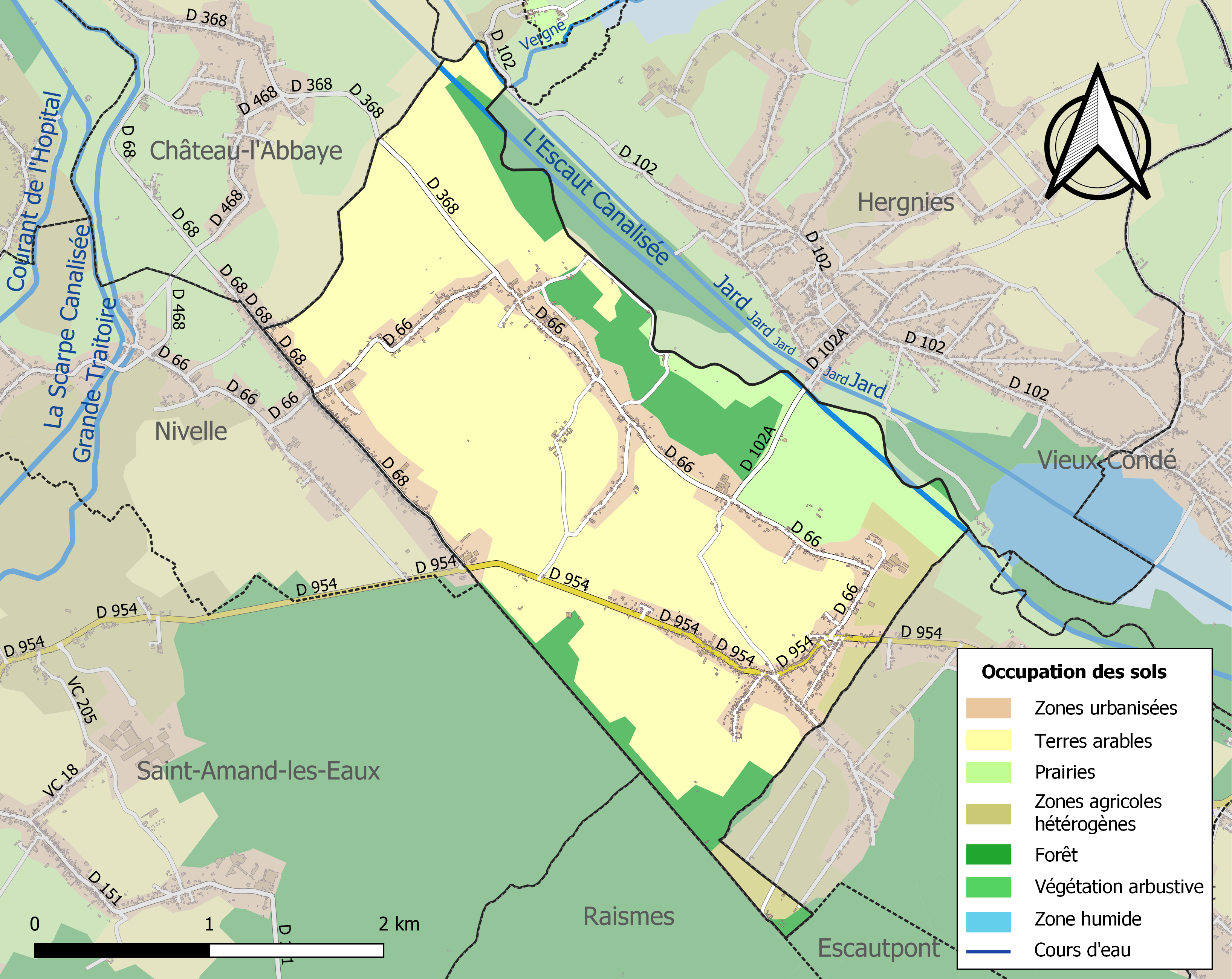
Carte des infrastructures et de l'occupation des sols de la commune en 2018 (CLC).

### Voies de communications et transports
La commune est desservie par les lignes 108, 109 et 133 du réseau urbain Transvilles.

## Toponymie
Bruilum. Bruila, cartulaire de Vicogne, 1170.
Bruele, id., 1188.
Breuil, 1334.

## Histoire
1228, Élisabeth, comtesse de Saint-Pol, donne à son féal Bauduin de Brulio, 20 livres de terre à prendre sur ses revenus de Montagne.
Les villages de Bruille, Château-l'Abbaye et les terres qui en dépendaient sont cédés à la France par l'impératrice Marie-Thérèse, le 16 mai 1679.
Mortagne a longtemps conservé dans ses archives des documents concernant la commune de Bruille, parce qu'avant la Révolution, la commune faisait partie des dépendances de Mortagne et y était soumise, tant pour les contributions directes, impôts, octrois que pour les procédures de toute nature.

## Héraldique
| Blason de Bruille-Saint-Amand | Les armes de Bruille-Saint-Amand se blasonnent ainsi : "D'or à la croix de gueules." |

## Politique et administration
Maire en 1802-1803 : Hornez.
Maire en 1807 : Créneau.

Maire en 1881 : Isidore Wargny.
| Période                                  | Période   | Identité           | Étiquette | Qualité                                                                                      |
| ---------------------------------------- | --------- | ------------------ | --------- | -------------------------------------------------------------------------------------------- |
| 1808                                     |           | Désiré Deflandre   |           |                                                                                              |
| mars 2001                                | mars 2014 | André Bonnaire     | PCF       | Chargé de projet auprès de France Télécom pour la mise en place des très hautes technologies |
| mars 2014                                | En cours  | Christophe Pannier | DVG       |                                                                                              |
| Les données manquantes sont à compléter. |           |                    |           |                                                                                              |

### Instances judiciaires et administratives
La commune relève du tribunal d'instance de Valenciennes, du tribunal de grande instance de Valenciennes, de la cour d'appel de Douai, du tribunal pour enfants de Valenciennes, du conseil de prud'hommes de Valenciennes, du tribunal de commerce de Valenciennes, du tribunal administratif de Lille et de la cour administrative d'appel de Douai.

## Population et société

### Démographie

#### Évolution démographique
L'évolution du nombre d'habitants est connue à travers les recensements de la population effectués dans la commune depuis 1800. Pour les communes de moins de 10 000 habitants, une enquête de recensement portant sur toute la population est réalisée tous les cinq ans, les populations de référence des années intermédiaires étant quant à elles estimées par interpolation ou extrapolation. Pour la commune, le premier recensement exhaustif entrant dans le cadre du nouveau dispositif a été réalisé en 2006.

En 2022, la commune comptait 1 693 habitants, en évolution de +1,2 % par rapport à 2016 (Nord : +0,51 %, France hors Mayotte : +2,11 %).
| 1800  | 1806  | 1821  | 1831  | 1836  | 1841  | 1846  | 1851  | 1856  |
| ----- | ----- | ----- | ----- | ----- | ----- | ----- | ----- | ----- |
| 1 210 | 1 391 | 1 780 | 1 919 | 2 156 | 2 695 | 2 388 | 2 240 | 2 088 |

| 1861  | 1866  | 1872  | 1876  | 1881  | 1886  | 1891  | 1896  | 1901  |
| ----- | ----- | ----- | ----- | ----- | ----- | ----- | ----- | ----- |
| 2 029 | 1 827 | 1 774 | 1 806 | 1 810 | 1 708 | 1 700 | 1 620 | 1 609 |

| 1906  | 1911  | 1921  | 1926  | 1931  | 1936  | 1946  | 1954  | 1962  |
| ----- | ----- | ----- | ----- | ----- | ----- | ----- | ----- | ----- |
| 1 607 | 1 587 | 1 505 | 1 508 | 1 505 | 1 519 | 1 254 | 1 390 | 1 403 |

| 1968  | 1975  | 1982  | 1990  | 1999  | 2006  | 2011  | 2016  | 2021  |
| ----- | ----- | ----- | ----- | ----- | ----- | ----- | ----- | ----- |
| 1 442 | 1 381 | 1 391 | 1 473 | 1 470 | 1 458 | 1 653 | 1 673 | 1 682 |

| 2022  | - | - | - | - | - | - | - | - |
| ----- | - | - | - | - | - | - | - | - |
| 1 693 | - | - | - | - | - | - | - | - |

#### Pyramide des âges
La population de la commune est relativement jeune.
En 2018, le taux de personnes d'un âge inférieur à 30 ans s'élève à 34,1 %, soit en dessous de la moyenne départementale (39,5 %). À l'inverse, le taux de personnes d'âge supérieur à 60 ans est de 25,1 % la même année, alors qu'il est de 22,5 % au niveau départemental.
En 2018, la commune comptait 814 hommes pour 858 femmes, soit un taux de 51,32 % de femmes, légèrement inférieur au taux départemental (51,77 %).
Les pyramides des âges de la commune et du département s'établissent comme suit.
| Hommes | Classe d’âge | Femmes |
| ------ | ------------ | ------ |
| 0,4    | 90 ou +      | 2,2    |
| 5,2    | 75-89 ans    | 10,5   |
| 15,9   | 60-74 ans    | 15,7   |
| 21,4   | 45-59 ans    | 20,9   |
| 20,1   | 30-44 ans    | 19,3   |
| 17,7   | 15-29 ans    | 14,3   |
| 19,3   | 0-14 ans     | 16,9   |

| Hommes | Classe d’âge | Femmes |
| ------ | ------------ | ------ |
| 0,5    | 90 ou +      | 1,4    |
| 5,3    | 75-89 ans    | 8,1    |
| 14,8   | 60-74 ans    | 16,2   |
| 19,1   | 45-59 ans    | 18,4   |
| 19,5   | 30-44 ans    | 18,7   |
| 20,7   | 15-29 ans    | 19,1   |
| 20,2   | 0-14 ans     | 18     |

## Lieux et monuments
- La chapelle Notre-Dame de Malaise[31] est le vestige d'un prieuré; l'édifice est inscrit au titre des monuments historiques.
- Du 20 au 26 mai 1940, 231 soldats, sous-officiers et officiers du 43e régiment d'infanterie sont tombés en défendant héroïquement la tour du moulin de Bruille-Saint-Amand.
Cette tour est aujourd'hui le mémorial du 43e RI, devant lequel il se tient tous les ans pour la remise de leur fourragère à ses nouvelles recrues.

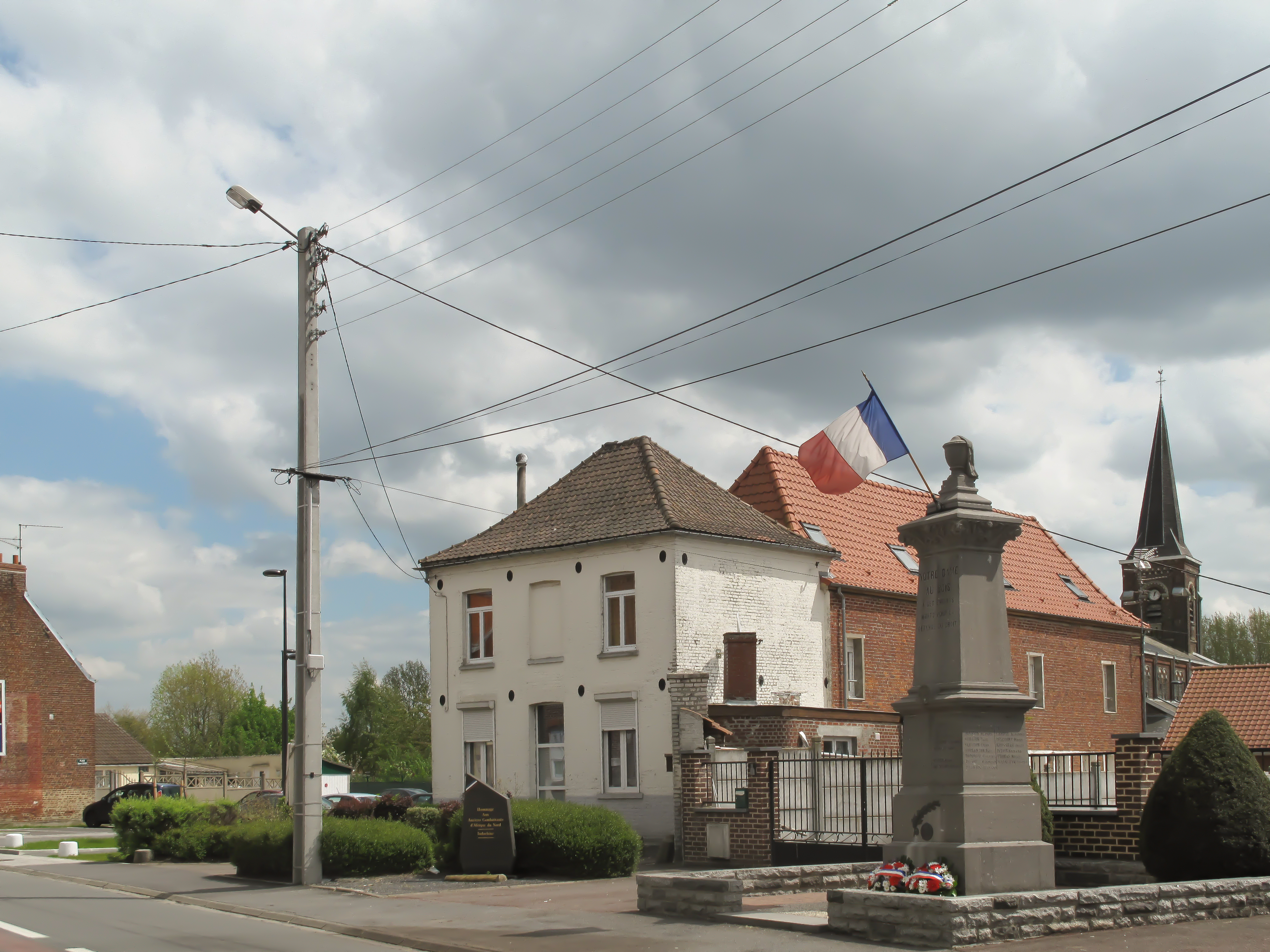
Monument aux morts et l'église
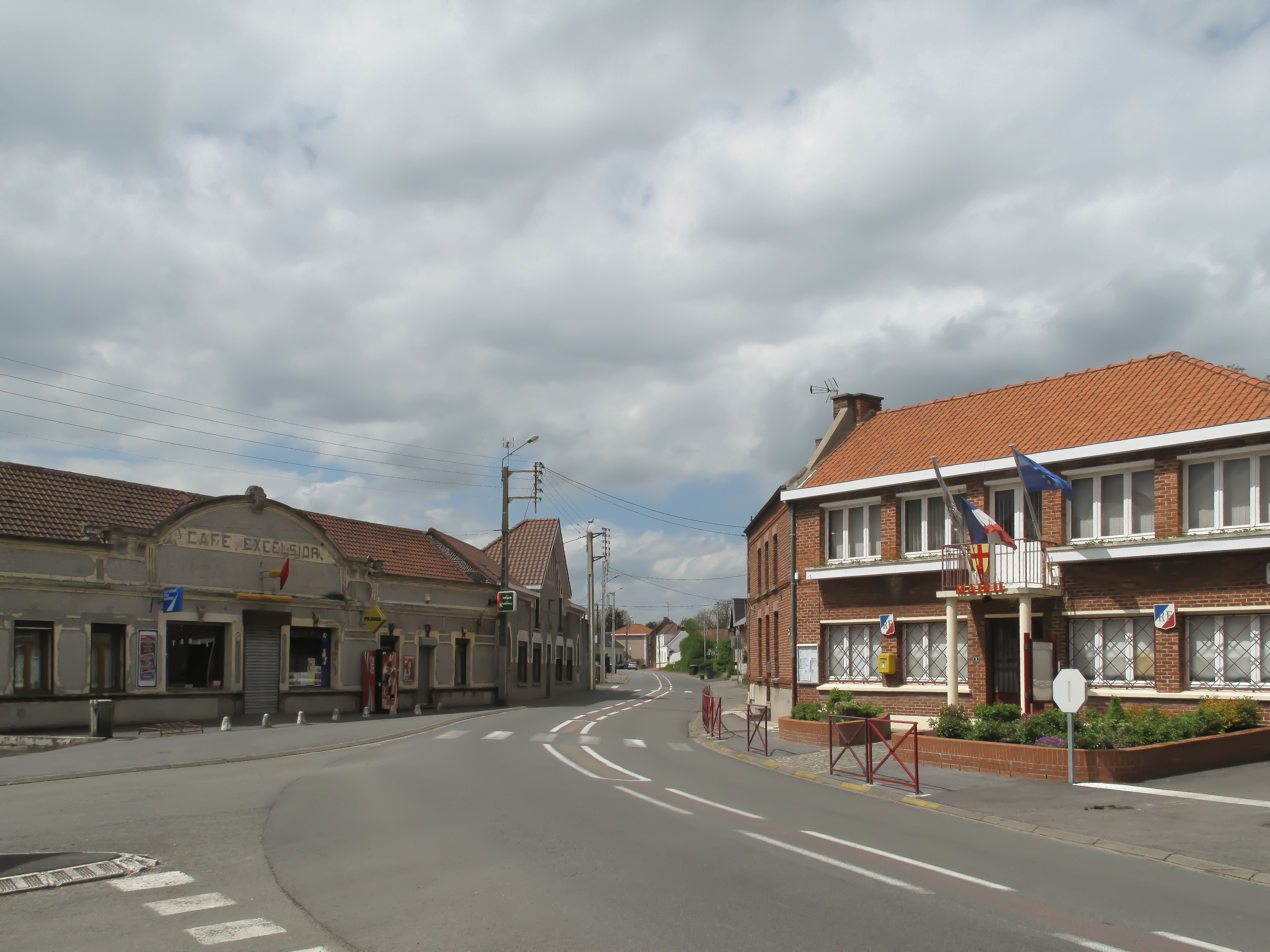
Rues Pasteur et Henri-Durre

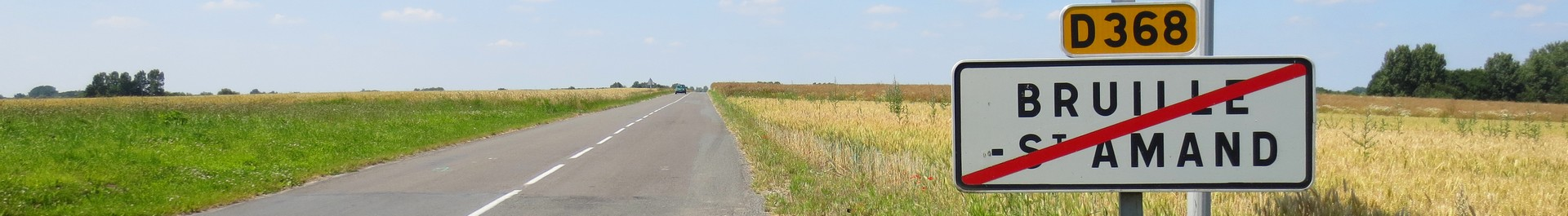
Vue panoramique de Bruille-Saint-Amand

## Pour approfondir